# Vitronectina
La vitronectina (VTN o VN) es una glucoproteína de la familia de la hemopexina que se encuentra abundantemente en el suero, la matriz extracelular y el hueso. En los humanos está codificado por el gen VTN.
La vitronectina se une a la integrina alfa-V beta-3 (αVβ3), promoviendo la adhesión y la diseminación celular. También inhibe el efecto dañino sobre la membrana de la ruta del complemento citolítico, y se une a varias serpinas (inhibidores de serina proteasa). Es una proteína secretada y existe en forma de cadena única o en forma acoplada, con dos cadenas recortadas unidas por un enlace disulfuro. Se ha especulado que la vitronectina está implicada en la hemostasia y en la malignidad tumoral.

## Estructura
La vitronectina es una glucoproteína de 75 kDa, formada por 459 residuos de aminoácidos. Alrededor de un tercio de la masa molecular de la proteína está compuesta por carbohidratos. En ocasiones, la proteína es escindida tras la arginina 379 para producir vitronectina de dos cadenas, donde las dos partes están unidas por un enlace disulfuro. No se ha determinado experimentalmente ninguna estructura de alta resolución, a excepción del dominio N-terminal.
La proteína consta de tres dominios:
- El dominio N-terminal de somatomedina B (1-39)
- Un dominio central homólogo a la hemopexina (131-342)
- Un dominio C-terminal (residuos 347-459) también con homología a la hemopexina.

Se han descrito varias estructuras para el dominio de la somatomedina B. La proteína se cristalizó inicialmente en complejo con uno de sus socios de unión fisiológica: el inhibidor del activador de plasminógeno-1 (PAI-1) y la estructura se resolvió para este complejo. Posteriormente, dos grupos describieron la estructura del dominio utilizando la espectroscopia mediante resonancia magnética nuclear de proteínas.
El dominio de la somatomedina B es un nudo disulfuro muy unido, con 4 enlaces disulfuro dentro de 35 residuos. Se han reportado diferentes configuraciones de los puentes disulfuro para este dominio, pero esta ambigüedad ha sido resuelta gracias a la descripción de la estructura cristalina
Se han diseñado modelos de homología para los dominios central y C-terminal.

## Función
El dominio de somatomedina B de la vitronectina se une al activador de plasminógeno inhibidor-1 (PAI-1), y lo estabiliza. En consecuencia, la vitronectina sirve para regular la proteólisis iniciada por la activación del plasminógeno. Además, la vitronectina es un componente de las plaquetas y está involucrada en la hemostasia. La vitronectina contiene una secuencia RGD (45-47), que es un sitio de unión para integrinas unidas a membrana (como el receptor de vitronectina), que sirven para anclar células a la matriz extracelular. El dominio somatomedina B interactúa con el receptor de uroquinasa, teniendo efectos en la migración celular y en la transducción de señales. Se ha demostrado que los niveles plasmáticos altos de PAI-1 y del receptor de la uroquinasa se correlacionan con un pronóstico negativo para los pacientes con cáncer. La adhesión celular y la migración están directamente involucradas en la metástasis del cáncer, lo que proporciona una posible explicación para esta observación.